# 摩西斯·薩基
摩西斯·薩基（英語：Moses Sakyi），1981年3月12日生于加納，加納职业足球运动员，现效力于中国足球超级联赛球会杭州綠城队。

## 生涯

### 俱乐部
薩基是左右腳皆具有力量和顯赫的體格的前鋒，最初效力加納低級別联赛球隊钢铁破坏者，随后转入加纳顶级联赛的自由职业运动员。
2002年，他轉會到土耳其發展，效力過两支土耳其超級聯賽球隊沃斯賈士堡和伊斯坦堡士邦，他亦效力過兩支保加利亞联赛顶级球队索菲亞中央陸軍及索菲亞斯拉維亞。之後，他转入葡萄牙联赛的歐漢尼斯，他效力过最著名的球队是葡超的艾馬多拉。

### 国家队
2004年6月14日，他在加納國家足球隊完成個人處子秀，該場友谊賽最终与多哥互交白卷。最近代表加納的兩場比賽是加納2球擊敗摩洛哥及在2007年9月8日對法國。

## 連結
- Ghana Football Association （页面存档备份，存于）
- Ghanaweb Football Forum （页面存档备份，存于）